# Apofonia
Apofonia é um fenômeno linguístico que consiste na troca da tonalidade das vogais mediante a evolução da língua.

## Apofonia no latim clássico
As vogais breves de sílaba interna tendem geralmente tomar um grau mínimo de abertura, ou seja, tendem a fecharem passando a tornar i ou u. Assim ă (breve) em sílaba interior aberta tende a mudar para ĭ, mas na sílaba fechada tende mudar para ĕ, ex:
făcio > conĭcio, infĭcio, perĭcio (sílaba interior aberta)
fāctum, confēctum, infēctum, perfēctum (sílaba interior fechada)
1. apofonia indo-europeia para o latim:

- através do radical indo-europeu *póds tem-se o latim pēs e o grego antigo poús (πούς), sendo apofonia a mudança do som vocálico o para e, póds > pēs e em relação ao grego poús

1. apofonia do latim clássico com acréscimo de prefixos e sufixos:

- O ĕ (breve) na sílaba interior se torna ĭ (breve), mas em sílaba interior fechada conserva-se

tĕnĕo > contĭnĕo, ĕmo > exĭmo (sílaba interior aberta)
dens > bidens, tridens (sílaba interior fechada)
- O ĭ breve mantém-se inaltenado:

vĭdĕo > prōvĭdĕo, invĭdĕo (sílaba interior aberta)
disco > condisco, praedisco (sílaba interior fechada)
- O ŏ (breve) em sílaba interna aberta se torna ĭ, mas em sílaba fechada vira ŭ

lŏcus > ilĭco (sílaba interior aberta)
pondus > depundus (sílaba interior fechada)
- O ŭ (breve) se torna ĭ na sílaba interior, mas em sílaba fechada mantén-se:

cornŭ > cornĭger (sílaba interior aberta)
curuus > recuruus (sílaba interior fechada)
1. Também é notável a apofonia nos ditongos ae e au em sílabas internas, ao contrário dos ditongos ei e ou que já háviam se monotongado antes do latim clássico, sendo assim ae na sílaba interna envolve para ī (longo) e au para ū (longo):

caedo > incīdo
claudo > inclūdo

#### Observações
Os ditongos antigos eu, ou se reduzem a ū; eī se reduz a ī; oi depois de passar para oe (do qual há vestígios no período clássico: moenia e Poenus) se reduz à ū:
iouxmentum > iūmentum
deico > dīco
oinus > oenus > ūnus
Poenus > Pūnicus
poena > pūnire